# الإكليل (كتاب)
كتاب الإكليل هو كتاب من تأليف الجغرافي والمؤرخ لسان اليمن أبي محمد الحسن بن أحمد الهمداني، وهو أهم كتبه، وعنوانه الكامل، الإكليل-من أخبار اليمن وأنساب حِمْيَر، ويتألف من عشرة أجزاء تجمع بين علوم الأخبار والآثار والأنساب واللغة، والذي يعد واحدا من أشهر الكتب التاريخية على مستوى اليمن والمنطقة، ويعتبره الباحثون موسوعة في الحضارة اليمنية لفترة ما قبل الإسلام، وكتاب الإكليل للهمداني إلى جانب كونه كتاب تاريخ وأنساب ومحافد وآثار فهو يُعتبر أيضا كتاب هوية تاريخية وحضارية لليمن، بما تكتنزه اليمن من موروث حضاري وتاريخي مهول، لا يزال قيد المجهول في أغلبه حتى اليوم. ويروى عن المستشرق الألماني المعروف ثيودور نولدكه أنه كان يقول بأنه يتمنى ألا يفارق الحياة إلا وقد رأى ثلاثة كتب من أندر من الكبريت الأحمر، إشارة إلى أهميتها، وذكر من بينها كتاب الإكليل للهمداني.
غير أن هناك إجماع بأن المتوفر والمطبوع منها 4 أجزاء فقط وهي الأجزاء الأول والثاني والثامن والعاشر، ومتاح منها نسخ إلكترونية على كثير من مواقع الشبكة العنكبوتية، ومنها موقع مكتبة علوم النسب، وموقع مكتبة نور الإلكتروني، وغيرها، حيث توجد الكتب الأربعة في موقع واحد، كما عُثر على قطعة من الجزء السادس نشرها المحقق والمؤرخ الدكتور مقبل التام الأحمدي صادرة عن مطبوعات مجمع العربية السعيدة، أما بقية الأجزاء الأخرى فيجمع علماء التاريخ والمحققين على أنها مفقودة، ولا يوجد دليل أو مرجع يشير إلى وجودها مطبوعة أو محفوظة في أي مكان أو مكتبة شخصية أو عامة داخل اليمن أو خارجه، غير أن المؤرخ الفلسطيني نبيه أمين فارس نقل عن أمين الريحاني في كتابه ملوك العرب أنه في أثناء وجوده في صنعاء في العشرينات من القرن الماضي، قيل له أن كتاب الإكليل بأجزائه العشرة موجود في مكتبة الحضرة الإمامية، وهذا الكلام دونه نبيه أمين فارس في الصفحة 14 في المقدمة التي كتبها في الجزء الثامن من الإكليل. وفي كل الأحوال، ومن حُسن الطالع، فإن محتويات الأجزاء العشرة كاملة معروفة حيث أنها سُردت في بداية الجزء الثاني.

## محتويات الأجزاء العشرة[5][6][8][9]

### الجزء الأول
تحدث فيه الهمداني عن بدء الخليقة وأصول أنساب العرب والعجم ونَسَب وِلْد مالك بن حِمْيَرْ وكان أول من ساهم بنشر هذا الجزء المستشرق السويدي أوسكار لوفجرين حيث حقق ونشر ثلث هذا الجزء تقريبا في مدينة أوبسالا في السويد عام 1373هـ/1954م، وفي عام 1383هـ/ 1963م نشر مؤرخ اليمن القاضي محمد بن علي الأكوع الحوالي الجزء كاملاً مع الجزء الثاني.

### الجزء الثاني
ورد في بداية هذا الجزء سرد لمحتويات أجزاء الكتاب العشرة، ثم تناول نسب وِلْد الهميسع بن حِمْيَر بن سبأ ونوادر أخبارهم، وقد بذل القاضي محمد بن علي الأكوع جهدًا كبيراً في تحقيقه ونشره عام 1386هـ/ 1966م.
ومخطوطة كل من الجزئين الأول والثاني ومعهما القصيدة الدامغة، عثر عليهما عام 1943 بين مخطوطات مكتبة برلين. كما توجد مخطوطة للجزء الثاني وحده في دار الكتب بالقاهرة برقم ثان، 5/410. وقد عمل القاضي الأكوع على نشر الجزئين بعد حصوله على صورة من مخطوطتي برلين لدى القاضي محمد بن عبد الله بن الحسين العمري.

### الجزء الثالث (مفقود)
ومحتواه فضائل اليمن ومناقب قحطان، ولعل كثيرًا من مادته وردت في كتاب (شرح الدامغة) المنشور.

### الجزء الرابع (مفقود)
ويعني بسيرة حِمْيَرْ الأولى إلى عهد التبع اليماني أبي كرب أسعد الكامل.

### الجزء الخامس (مفقود)
ويعني بالسيرة الوسطى من أيام أبي كرب أسعد إلى أيام يوسف أسار يثأر المشهور بذي نواس.

### الجزء السادس (جزء كبير منه مفقود)
يروي الهمداني في هذا الجزء السيرة الأخيرة لحكام حِمْيَر حتى ظهور الإسلام. وربما يجد المرء بعض مادة تلك الأجزاء الثلاثة المفقودة في أخبار عبيد بن شريه وكتاب التيجان لوهب بن منبه رواية ابن هشام، وقصيدة نشوان الحِمْيَرْي وشرحها. وقد عُثر على قطعة من الجزء السادس مكونة من نحو 68 صفحة نشرها المحقق والمؤرخ الدكتور مقبل التام الأحمدي صادرة عن مطبوعات مجمع العربية السعيدة الذي يرأسه. وفي مقدمته، يقول المحقق الأحمدي إن الجزء السادس من الإكليل أو جزءًا منه، وُجد مثلما وُجد الجزءان الأول والثاني في ألمانيا ولكن هذه المرة في ميونخ في المكتبة الحكومية ببافاريا، وليس في برلين.

### الجزء السابع (مفقود)
ويتعلق بالتنبيه على الأخبار الباطلة والحكايات المستحيلة. ويمكن لنا الاستدلال على نمط من محتويات هذا الجزء بالعودة إلى الجزء الثامن من الكتاب، حيث يورد الهمداني بعض الحكايات المستحيلة والأخبار الباطلة كقوله: إن الشياطين كتبت في أحد المساند أنها بنت قصر سلحين (قصر مأرب) بسبع وسبعين سنة، فلعل في مثل هذه الأقوال ما يشير إلى محتوياته.

### الجزء الثامن
وفيه ذكر الهمداني قصور حِمْيَرْ والمساند أي القبوريات وعجائب ما وُجد في قبور اليمن وما حُفظ من شعر علقمة بن ذي جدن وأسعد تبع والمراثي، وهذا الجزء هو أشهر الأجزاء وأكثرها توافراً لمخطوطاتها، ذلك لأن هذا الجزء قد شحن بأخبار الكنوز المدفونة والمعادن القبورية، والنفس مولعة بالغرائب وحب المال. وكان أول من نشر هذا الجزء كاملا هو انستاس الكرملي عام 1350هـ/1931م، ثم نقله إلى الإنجليزية وحققه المؤرخ الفلسطيني نبيه فارس عام 1357هـ/1938م، ثم نشره المؤرخ اليمني الكبير القاضي محمد علي الأكوع. وكان هذا الجزء هو الأوفر حظًا من الأجزاء الأخرى فله نسخ خطية ومصورات كثيرة، منها: 8 نسخ في مكتبة برنستون و 4 نسخ في برلين و 3 نسخ في المتحف البريطاني بلندن و نسختان في اسطنبول ونسخة واحدة في كل من مكتبة باريس وميلانو وستراسبورغ.

### الجزء التاسع (مفقود)
ويروي فيه الهمداني أمثال حِمْيَرْ وحِكَمِها باللسان الحميري، ويتحدث عن حروف المسند. وهو من الأجزاء المفقودة أيضا، ولكن علم النقوش اليمنية القديمة في العصر الحديث قد يعوض بعض ما ورد في هذا الجزء، بل إن دراسة هذه النقوش قطعت شوطا كبيرا منذ أن بدأ الاهتمام بها في القرن الماضي.

### الجزء العاشر
وقد تطرق هذا الجزء إلى أنساب همدان ومعارفها وعيون أخبارها، وقد نشره في القاهرة العلامة والمحقق السوري محب الدين الخطيب عام 1368هـ/1949م، ثم نشرته الدار اليمنية للنشر والتوزيع.